# Seznam predsednikov vlade Grenlandije
Seznam predsednikov vlade Grenlandije.
- Jonathan Motzfeldt (1979–1991)
- Lars Emil Johansen (1991–1997)
- Jonathan Motzfeldt (1997–2002)
- Hans Enoksen (2002–2009)
- Kuupik Kleist (2009–2014)
- Kim Kielsen (2014-2021)
- Múte Bourup Egede (2021-)